# Art Cohn
Art Cohn (* 5. April 1909 in New York City, New York; † 22. März 1958 in der Nähe von Grants, New Mexico) war ein US-amerikanischer Sportjournalist, Drehbuchautor und Schriftsteller.

## Leben
Der 1909 in New York City geborene Cohn wuchs in Schenectady auf.
Er arbeitete ab 1927 zunächst als Sportjournalist für das Long Beach Press Telegram. Von 1936 bis 1943 war er bei der Oakland Tribune angestellt, wo er die populäre Sportskolumne Cohn-ing Tower betreute. Anschließend arbeitet er als Kriegsberichterstatter im Südpazifik. 
1944 heiratete er Marta Frank. Nach Kriegsende arbeitete er bis 1948 beim New York Daily Mirror. Ab 1949 begann er seine Karriere als Drehbuchautor in Hollywood. 1949 schrieb er das Drehbuch zum Boxfilm Ring frei für Stoker Thompson. Es folgten zahlreiche weitere Drehbücher und Drehbuchmitarbeiten.
1956 wirkte er bei der Entstehung des von Michael Todd produzierten Films In 80 Tagen um die Welt mit, zu dem er mit Todd, Edward R. Murrow und Bill Doll auch ein Buch veröffentlichte. Der Film wurde mit zahlreichen Preisen ausgezeichnet, darunter bei der Oscarverleihung 1957 mit insgesamt fünf Oscars. 
Cohn schrieb auch Todds Biographie The Nine Lives of Mike Todd, die 1959 erschien. Er plante außerdem ein Drehbuch zu Don Quixote. 
Am 22. März 1958 kam Cohn jedoch mit Todd und zwei Piloten bei einem Flugzeugabsturz in New Mexico ums Leben. Todds Ehefrau Elizabeth Taylor war entgegen der ursprünglichen Planung mit einer Erkältung zuhause geblieben.

## Filmografie
- 1949: Ring frei für Stoker Thompson (The Set-Up)
- 1949: Illegal Entry
- 1950: Stromboli (Stromboli, terra di dio)
- 1951: Verfolgt (Tomorrow Is Another Day)
- 1951: Verschwörung im Nachtexpreß (The Tall Target)
- 1952: Stärker als Ketten (Carbine Williams)
- 1952: Glory Alley
- 1953: Ein verwöhntes Biest (The Girl Who Had Everything)
- 1954: Tennessee Champ
- 1954: Verwegene Landung (Men of the Fighting Lady)
- 1955: Sizilianische Leidenschaft (Cavalleria rusticana)
- 1956: The 20th Century-Fox Hour (Fernsehserie, eine Episode)
- 1957: 10.000 Schlafzimmer (Ten Thousand Bedrooms)
- 1957: Schicksalsmelodie (The Joker Is Wild)
- 1957: Arrivederci Roma

## Werke
- Art Cohn, Edward R. Murrow, Bill Doll, Michael Todd: Michael Todds triumphale Schau „In 80 Tagen um die Welt“. Die Geschichte des berühmtesten Films der Welt. Deutsch von Ernst Behrendt. Random House, New York 1957, 44 S.
- Art Cohn; Joe E. Lewis: The Joker is Wild. The story of Joe E. Lewis. 1958, Bernard Hanison
- Art Cohn: The Nine Lives of Mike Todd. 1959, Hutchinson